# ضرب‌دار، ازبکستان
ضرب‌دار (ازبکی: Zarbdor) شهری است در ازبکستان. این شهر مرکز شهرستان ضرب‌دار در استان جیزک است.